# Guillermo Galván Galván
Pour les articles homonymes, voir Galván.
Guillermo Galván Galván (né le 19 janvier 1943 à Mexico, Mexique) est un homme militaire mexicain. De 2006 à 2012, il est le Secrétaire de la Défense Nationale, au sein du gouvernement Calderón .

## Biographie

### Fonctions politiques
Guillermo Galván Galván est un officier militaire diplômé de l'Heroico Colegio Militar, il dispose d'une licence en administration militaire de l'École supérieure de la guerre et d'une maîtrise en sécurité nationale et défense nationale obtenue au Collège de la défense nationale (en espagnol Colegio de la Defensa Nacional).